# Procloeon simile
Procloeon simile är en dagsländeart som först beskrevs av Mcdunnough 1924.  Procloeon simile ingår i släktet Procloeon och familjen ådagsländor. Inga underarter finns listade i Catalogue of Life.